# Elke Rongen
Elke Rongen (* 6. Juli 1970 in Heinsberg) ist eine deutsche Badmintonspielerin der BSG Aachen. Sie ist querschnittgelähmt und startet im Parabadminton in der Startklasse WH1, sowohl im Einzel als auch im Doppel.

## Leben
Rongen war zunächst als Springreiterin sportlich aktiv. 1996 erlitt sie durch einen Sturz auf der Baustelle ihres Hauses eine Querschnittslähmung. Während eines Aufenthalts in einer Reha-Klinik empfahl ihr ein Sporttherapeut die BSG Aachen, doch erst 2004 folgte sie der Empfehlung und ist seither im Parabadminton aktiv.
Bei der Badminton-Weltmeisterschaft für Behinderte in Bangkok war Rongen die erfolgreichste deutsche Teilnehmerin. Im Doppel gewann sie mit der Israelin Nina Gorodetzky Silber und im Einzel und Mixed jeweils Bronze. 2013 nahm Rongen an der Badminton-Weltmeisterschaft für Behinderte in Dortmund teil und gewann im Einzel und im Doppel mit Valeska Knoblauch Bronzemedaillen. Bei der Badminton-Europameisterschaft für Behinderte in Beek gewann sie 2016 wiederum im Doppel mit Valeska Knoblauch eine Silbermedaille und 2018 in Rodez eine Bronzemedaille. Rongen strebt eine Teilnahme an den Sommer-Paralympics 2020 an, bei denen erstmals Badminton-Wettbewerbe im Programm sind.